# Uromyces euphorbiicola
Uromyces euphorbiicola är en svampart som först beskrevs av Berk. & M.A. Curtis, och fick sitt nu gällande namn av Woldemar Tranzschel 1910. Uromyces euphorbiicola ingår i släktet Uromyces och familjen Pucciniaceae.   Inga underarter finns listade i Catalogue of Life.